# Николас Вујовић
Николас Вујовић (шп. Nicolás Vuyovich; Оран, 29. јун 1981 — Кордоба, 8. мај 2005) је био аргентински аутомобилиста.

## Биографија
Николас Вујовић је рођен 29. јуна 1981. године у месту Оран, провинција Салта, на северу Аргентине. Пореклом је из Црне Горе. Са девет година је почео да се такмичи у картингу, где је освојио шампионат аргентинског Североистока у сезони 1992/1993. Касније је почео да вози туринг аутомобиле и 1999. године је освојио шампионат Turismo Pista провинције Салта. Следеће године се такмичи у Аргентинском шампионату туринг аутомобила, и исте године постаје шампион у класи 2. Две године касније, постаје шампион Аргентине у класи 3, и дебитује у шампионату TC 2000.
8. маја 2005. године, побеђује у трци TC 2000 шампионата у Сан Хуану, возећи Тојоту королу завршио је испред бившег возача Формуле 1 Норберта Фонтане. Неколико сати након завршетка трке, на путу од Сан Хуана до Кордобе, Николас је доживео авионску несрећу у којој је изгубио живот. Поред њега, живот је изгубило још пет особа, међу којима је био осмогодишњи дечак. Авион се срушио на око 700 метра од аеродрома у Кордоби.
Његов брат Пабло Вујовић је такође аутомобилиста.